# Westmere
Westmere (anteriormente Nehalem-C) es el nombre en clave dado a una microarquitectura que utiliza 32 nanómetros como tecnología de fabricación de microprocesadores, desarrollada por Intel como sucesora de Nehalem, junto con la cual compone la primera generación.

## Visión general
Westmere esperaba ser lanzado para el año 2009 según los planes de trabajo de Intel (algunos chips fueron distribuidos en febrero para pruebas). Sin embargo, parece que salvo excepciones en versiones para portátiles, su lanzamiento se espera para abril del 2010. 

### Características
Las características mejoradas del Westmere en comparación con Nehalem son:
- Seis núcleos nativos y posibilidad de 16 usando procesadores usando dual-die.
  - Sucesor de Bloomfield y Gainestown usando quad-core o hexa-core.
- Un nuevo set de instrucciones que ofrece ir a más del triple en el ratio de procesos de cifrado y descifrado (AES).
  - Emite seis nuevas instrucciones que pueden ser usadas por el algoritmo AES. Además proporciona una instrucción llamada PCLMULQDQ que hace multiplicaciones sin acarreo. Estas instrucciones permitirán al procesador llevar a cabo cifrado acelerada por hardware, dando lugar no solo a una ejecución más rápida, sino también proteger frente a ataques selectivos de software.
  - Se puede incluir AES-NI en el procesador gráfico integrado.
- Procesador gráfico integrado, integrados a la vez que el procesador.
- Mejora en la latencia de virtualización.

## Gamas
| Codename  | Market                      | Cores (Threads) | Socket   | Brand | Processor No. | Clock rate | Clock rate | Clock rate | TDP        | Interfaces | Interfaces            | Interfaces | L3 caché | Release           | 1k Unit Price |
| Codename  | Market                      | Cores (Threads) | Socket   | Brand | Processor No. | Base       | Core       | Uncore     | TDP        | Chipset    | Memory                | PCIe       | L3 caché | Release           | 1k Unit Price |
| --------- | --------------------------- | --------------- | -------- | ----- | ------------- | ---------- | ---------- | ---------- | ---------- | ---------- | --------------------- | ---------- | -------- | ----------------- | ------------- |
| Gulftown  | DP server, high-end desktop | 6 (12)          | LGA-1366 |       |               |            |            |            | 130 W      | 2x QPI     | 3x DDR3 800–1066 MT/s | n/a        | 12 MiB   | Q4 2009 – Q2 2010 |               |
| Clarkdale | Mainstream/value desktop    | 2 (4)           | LGA-1156 |       |               | 133 MHz    |            |            |            | 2x/4x DMI  | 2x DDR3               | 1 x16/2 x8 | 4 MiB    | Q4 2009           | $84 ?         |
| Arrandale | Mainstream/value mobile     | 2 (4)           | mPGA-989 |       |               |            |            |            | 18/25/35 W | 2x/4x DMI  | 2x DDR3 800-1066 MT/s | 1 x16/2 x8 | 4 MiB    | Q4 2009           |               |

Lynnfield y Clarksfield podrán hacer la transición a 32 nm a mediados del 2010, mientras que Beckton esperará a finales del mismo año. Las CPUs a 32 nm no tienen significativas diferencias en la velocidad de reloj comparado a las de 45 nm.
Las GPUs integradas en Clarkdale y Arrandale son de 45 nm, soportando intercambios de las mismas. La variante más baja de Arrandale llega a 10 W de TDP, y a una frecuencia máxima de reloj de 1,6 GHz. 
Un sucesor de Bloomfield y los chips para servidores se esperan también para el segundo cuatrimestre del 2010.

## Historia

### Predecesor
El predecesor de Westmere es Nehalem, en la que los microprocesadores utilizaban un proceso de fabricación de 45 nanómetros.

### Sucesor
El sucesor para Westmere es Sandy Bridge, los cuales incluyen un nuevo subsistema de caché, una unidad FMA[cita requerida], y un coprocesador vectorial [cita requerida]